# Chaetopteridae
Chaetopteridae (лат.) — семейство кольчатых червей из подкласса Sedentaria класса многощетинковых. Это морские фильтраторы, живущие в вертикальных или U-образных трубках в туннелях, прорытых в осадочных или твердых донных субстратах. Они хорошо адаптированы к твердой трубке, построенной из их собственных выделений. Тело животного в трубке сегментировано и местами специализировано, с сильно модифицированными придатками на разных сегментах для прорывания туннеля, питания или создания тяги для потока воды через трубку. Модифицированные придатки для питания находятся на 12-м сегменте от головы.

## Личинки
Личинки Chaetopteridae одни из самых крупных среди личинок полихет. Их размер от 0,4 мм до 2,5 мм (самая большая личинка полихеты, имеет максимальную длину 12 мм; поздняя стадия неизвестного вида филлодоцид). Личинки Chaetopteridae имеют бочкообразную форму с одной-двумя ресничными полосами в средней части. У них также есть большая ротовая воронка. Эти личинки часто живут долго и эффективно расселяются, хотя ограничены им ареалами для успешного роста во взрослую особь. Наиболее распространенной формой личиночного развития полихет являются личинки-трохофоры. Трохофора последовательно добавляет сегменты из задней зоны роста, чтобы перейти в стадию нектохеты. Представители рода Chaetopterus развиваются совершенно иначе. Ни на одной из стадий личиночного роста метатрохофора не принимает четко сегментированную форму типичной личинки нектохеты. 15 сегментов Chaetopterus образуются путем деления существующего зачатка.

## Питание
Chaetopteridae имеют несколько родов со своеобразными и хорошо изученными механизмами фильтрационного питания. Роды Chaetopterus, Mesochaetopterus и Spiochaetopterus питаются, используя тонкую слизистую сеть, подвешенную поперек верхней части их трубки. Слизистая сеть выделяется обручеобразной структурой, называемой дугой нотоподий алиформ. Сеть может расти со скоростью до одного миллиметра в секунду, поскольку потоки воды, создаваемые нотоподиями, пропускают планктон через сеть. Когда сеть становится достаточно большой, она контактирует с реснитчатой чашкой, которая сворачивает сеть. Когда рулон становится большим, сеть отсоединяется от алиформных нотоподий и сворачивается в шар, прежде чем реснитчатый среднеспинной желобок перенесет ее в рот.

## Филогения
Молекулярный анализ показывает, что эта группа является базальной среди кольчатых червей, ниже сипункулид
.

## Классификация
На август 2024 в состав семейства включают четыре рода:
- Chaetopterus Cuvier, 1830
- Mesochaetopterus Potts, 1914
- Phyllochaetopterus Grube, 1863
- Spiochaetopterus M Sars, 1856